# Medveďov

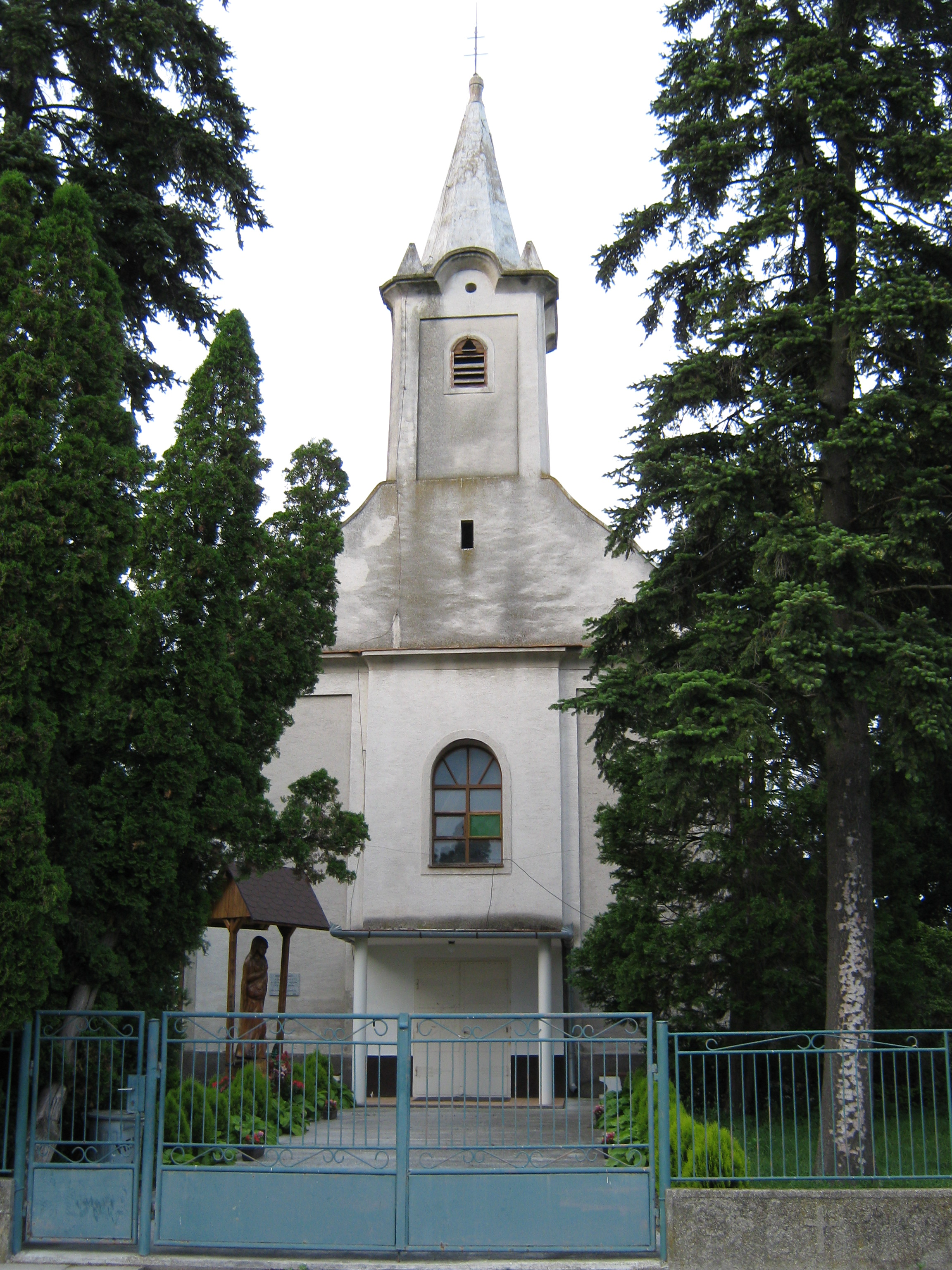
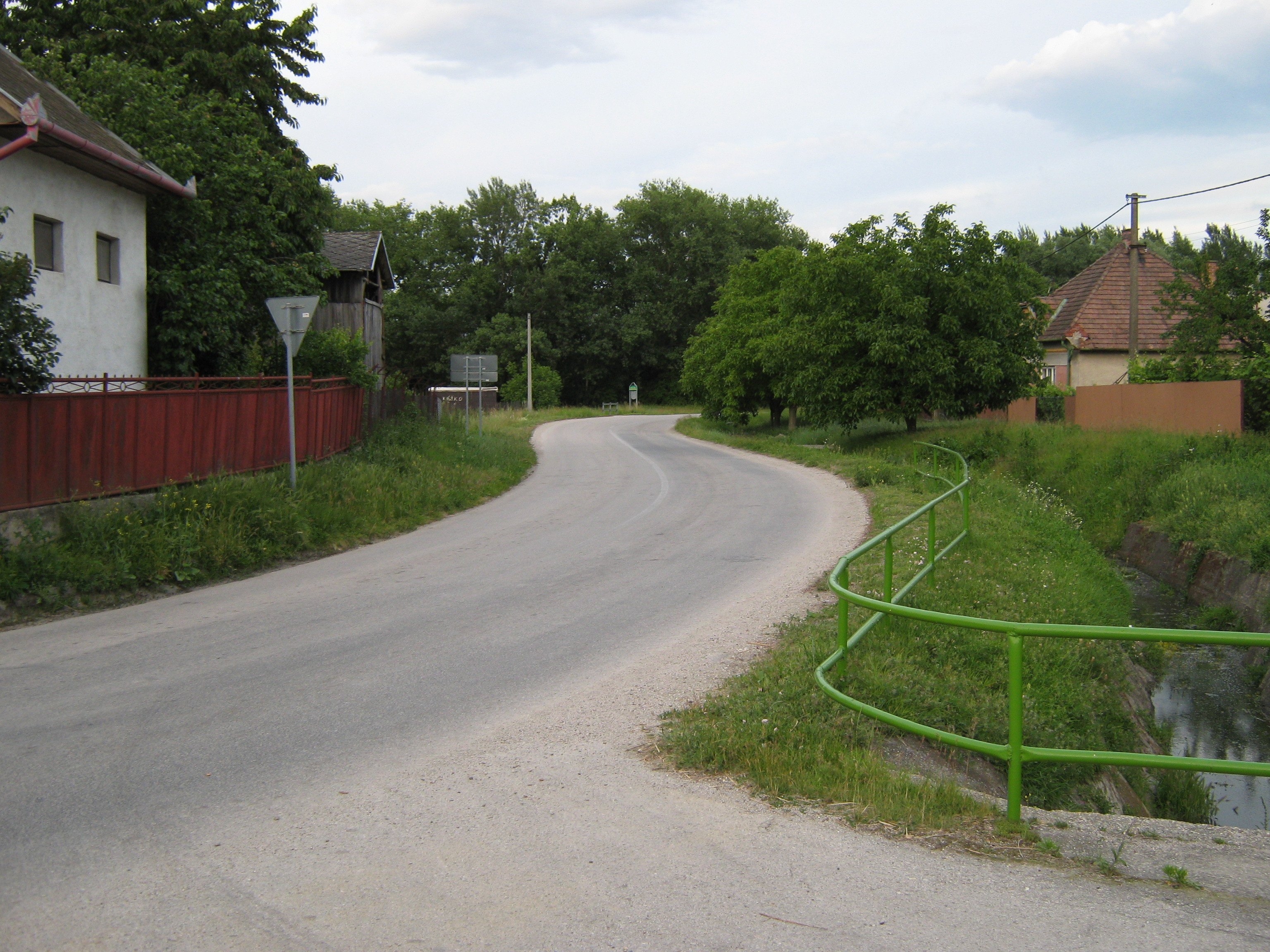
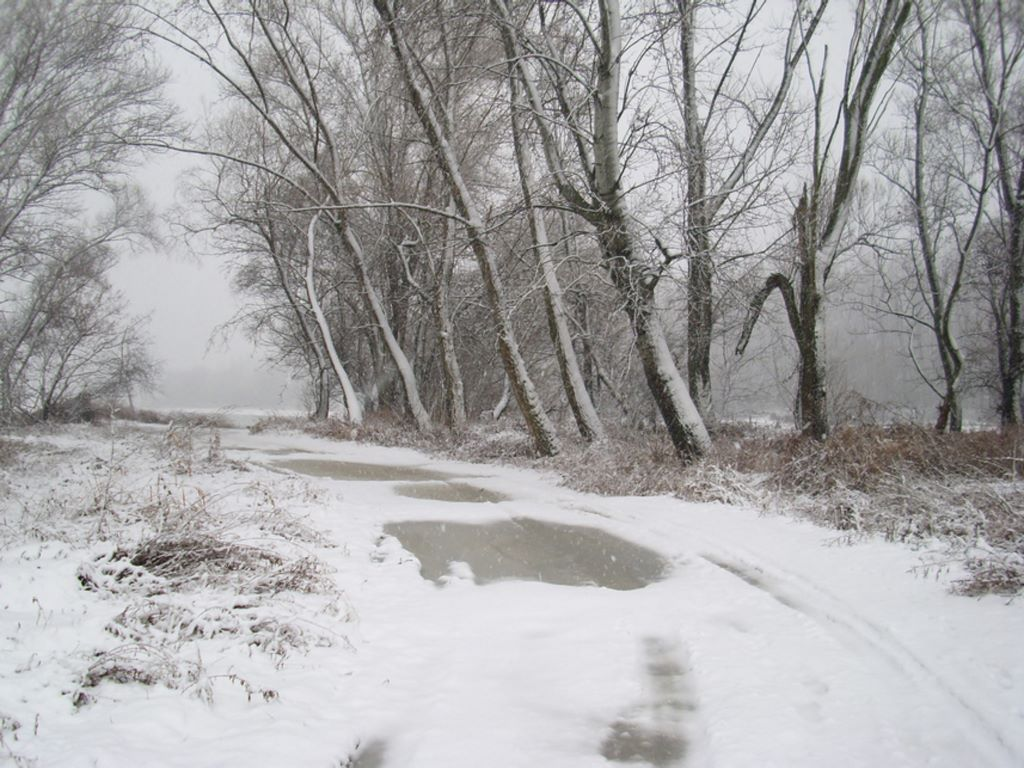
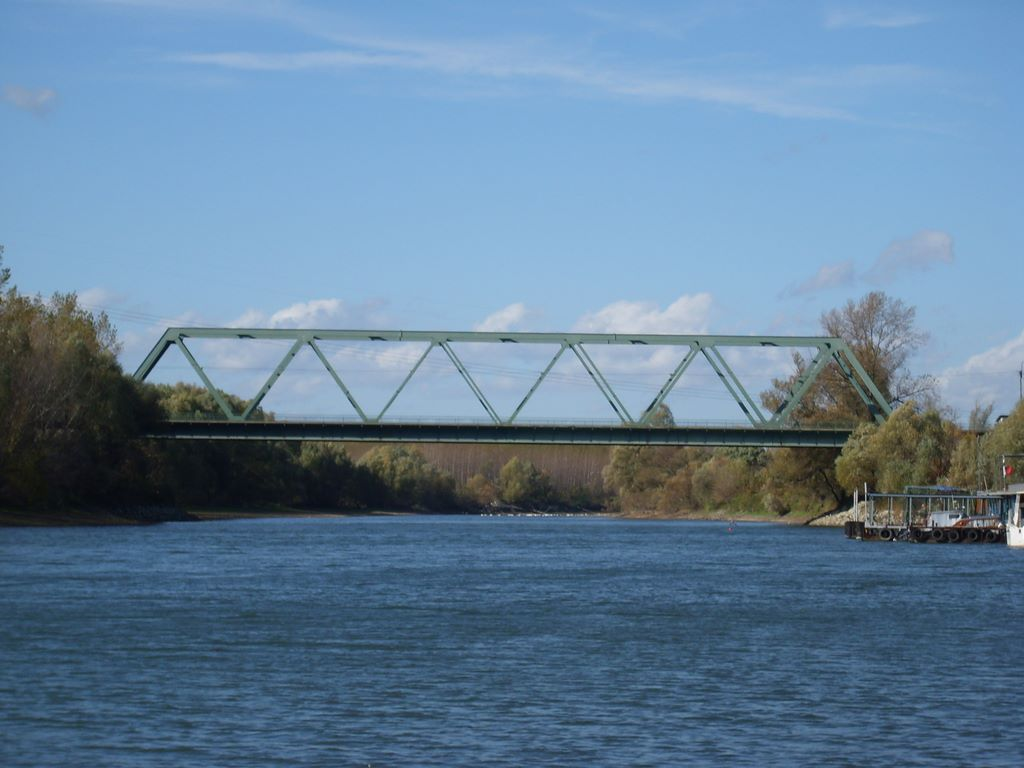
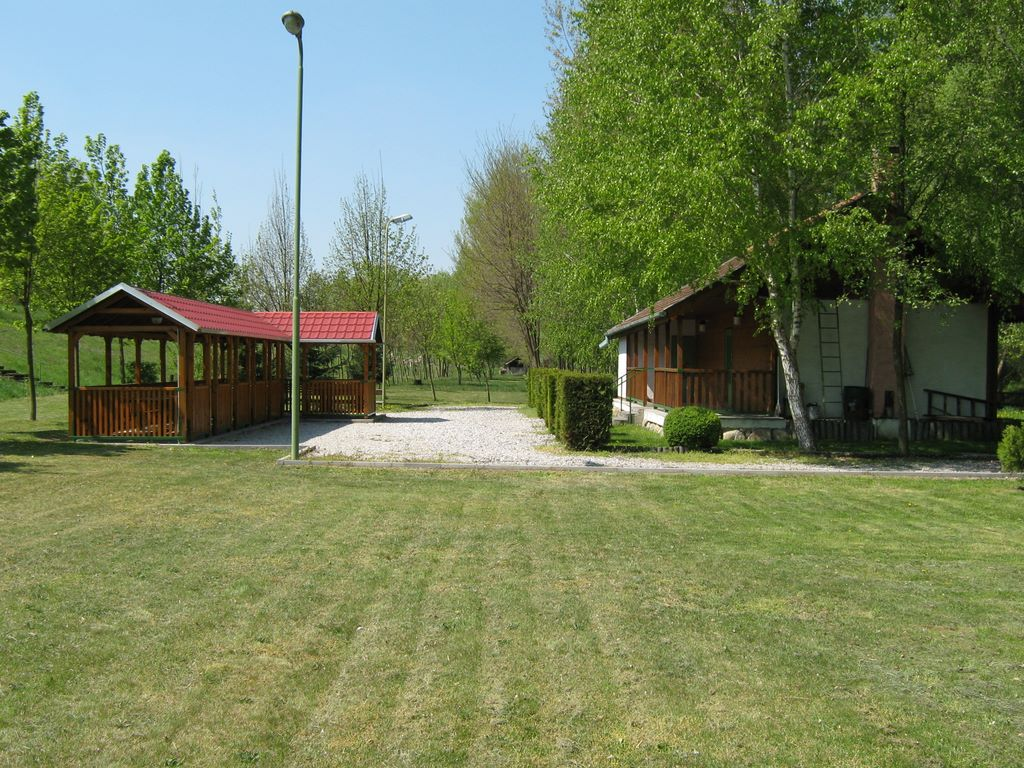

Medveďov (Hongaars: Medve, Duits: Weißkirchen) is een Slowaakse gemeente in de regio Trnava, en maakt deel uit van het district Dunajská Streda.
Medveďov telt 583 inwoners.